# Сан-Лоренцо-Ізонтіно
Сан-Лоренцо-Ізонтіно (італ. San Lorenzo Isontino) — муніципалітет в Італії, у регіоні Фріулі-Венеція-Джулія,  провінція Гориція.
Сан-Лоренцо-Ізонтіно розташований на відстані близько 460 км на північ від Рима, 40 км на північний захід від Трієста, 7 км на захід від Гориції.
Населення — 1577 осіб (2014).
Щорічний фестиваль відбувається 10 серпня. Покровитель — святий мученик Лаврентій.

## Демографія
Населення за роками:

Станом на 1 січня 2023 року в муніципалітеті офіційно проживало 65 іноземців з 25 країн, серед них 29 громадян країн Євросоюзу та 2 громадяни України.

## Уродженці
- Альберто Орцан (*1931) — італійський футболіст, захисник.

- Івано Блазон (*1923 — †2002) — відомий у минулому італійський футболіст, захисник.

## Сусідні муніципалітети
- Каприва-дель-Фріулі
- Фарра-д'Ізонцо
- Мораро
- Мосса